# Perilitus styriacus
Perilitus styriacus är en stekelart som beskrevs av Haeselbarth 1998. Perilitus styriacus ingår i släktet Perilitus och familjen bracksteklar. Inga underarter finns listade i Catalogue of Life.